# 달리다 (영화)
달리다(Dalida)는 프랑스에서 제작된 리자 아주엘로스 감독의 2017년 드라마 영화이다. 스베바 알비티 등이 주연으로 출연하였다.

## 출연

### 주연
- 스베바 알비티

### 조연
- 벵상 뻬레
- 리카르도 스카마르치오
- 니엘스 슈나이더
- 니콜라스 뒤보셸
- 장 폴 루브
- 브렌노 프라시도
- 알레산드로 보르기
- 미카엘 코헨
- 패트릭 팀싯

## 제작진
- 공동제작: 비비안 아슬라니안